# Statens Pædagogiske Forsøgscenter
Statens Pædagogiske Forsøgscenter (ofte kendt som SPF) var en statsskole for 8.-10. klassetrin oprettet i 1964 under undervisningsminister K. Helveg Petersen til hensigt at udvikle nye undervisning- og læringsmetoder og forske i praktisk pædogik. Skolen lukkedes i 2007. Skolens elever var repræsentativt udvalgte til at afspejle en gængs klasse.
Blandt de mange formål for skolen har været at udvikle og perspektivere ideer for undervisningen af de ældste klassetrin i folkeskolen. Med hensyn til disse ideer har formålet også været at afprøve dem i praksis samt skabe oversigt over de resultater, som indsatsen har skabt. Der har naturligvis også været fokus på klassiske og nødvendige opgaver som at skabe bro mellem folkeskolen og diverse ungdomsuddannelser samt det generelle erhvervsliv.
Lokalerne som skolen husede lå i Islev, mellem Brønshøj og Ballerup, og var bygget af byggelærlinge og udsmykket af elever fra Det Kongelige Danske Kunstakademi; bygget af unge for unge.

## Kendte elever
Listen er ikke komplet.
- Bossy Bo, musiker.
- Brigitte Nielsen, model og skuespiller.
- Laust Sonne, musiker.
- Peter Schmeichel, fodboldspiller.
- Thomas Blachman, musiker, komponist og producer.
- Barbara Moleko, sangerinde og sangskriver.
- Kira Skov, sangerinde.
- Jakob Olrik, forfatter, debattør og sexolog

## Kendte lærere
- Karsten Killerich, chefanimator på tegnefilmen Valhalla.
- Bente Hjorth, Stifter af Haute Couture design skolen Columbine.

## Projekter
- Elever på skolens ældste klassetrin deltog i 2006 i et Comenius-projekt med en partner i Cappodocia, Tyrkiet.

## Populærkultur
- TV2's tv-serie Rita fra 2012 er optaget på og omkring skolen.